# 국제산업개발은행
국제산업개발은행(國際産業開發銀行)은 조선민주주의인민공화국의 은행이다.
2017년 9월 26일 미국 재무부는 국제산업개발은행 등 조선민주주의인민공화국의 은행 10곳을 제재 대상으로 지정하고 제재 대상의 은행들과 거래하는 제3국 금융기관들이 미국의 국제 금융망에 접근할 수 없도록 하는 조치를 단행했다. 11월 7일에는 일본 정부가 국제산업개발은행 등을 제재 대상으로 선정하고 일본 내 자금을 동결시켰다.